# Elīna Garanča
Elīna Garanča (16 de setembro de 1976) é uma mezzo-soprano letã.

## Biografia
Garanča nasceu em Riga, Letônia, em uma família de músicos. Seu pai era diretor de coral e sua mãe cantora de lieder e professora de canto. Sua mãe, Flavia, é uma professora da Academia de Música da Letônia, e professora da Academia de Cultura da Letônia, e uma professra de música na Ópera Nacional Letã. Seu irmão, Jānis (Jaanis) Garanča, três anos mais velho que Elīna, começou a estudar música.
Ela ingressou na Academia de Música da Letônia em 1996, para estudar canto com Sergej Martinov. Ela continuou seus estudos em Viena com Irina Gavrilovic e nos Estados Unidos com Virginia Zeani. Elīna começou sua carreira profissional no Südthüringisches Staatstheater em Meiningen e posteriormente foi trabalhar na Ópera de Frankfurt. Em 1999 ela venceu a Competição de Canto Mirjam Helin, em Helsinki, Finlândia.
A carreira internacional de Garanča começou em 2003, no Festspiele de Salzburgo, quando ela cantou o papel de Annio, em uma produção de La clemenza di Tito, de Wolfgang Amadeus Mozart, conduzida por Nikolaus Harnoncourt. Outros trabalhos maiores vieram em seguida, com Charlotte em Werther (Jules Massenet), Dorabella em Così fan tutte (Mozart) na Ópera Estatal de Viena (2004) e Dorabella em Paris, em uma produção de Patrice Chéreau (2005). Em 2006 ela retornou com La clemenza di Tito, mas cantando o papel de Sesto. Em 12 de janeiro de 2008, Garanča fez sua estreia no Metropolitan Opera House, em Nova Iorque, com o papel de Rosina, em Il barbiere di Siviglia, de Gioacchino Rossini. Ela retornou ao Metropolitan Opera House em 2010, cantando o papel-título Carmen, de Georges Bizet.
Ela é casada com o maestro Karel Mark Chichon.